# Scythropochroa atrichata
Scythropochroa atrichata är en tvåvingeart som beskrevs av Werner Mohrig 1996. Scythropochroa atrichata ingår i släktet Scythropochroa och familjen sorgmyggor. Inga underarter finns listade i Catalogue of Life.